# Inedito acustico
L'Inedito acustico è stato un tour acustico del cantautore italiano Francesco Gabbani tenutosi in 11 date tra luglio e settembre 2020 per promuovere l'album Viceversa.

## Le date
| Data              | Città                     | Luogo                         | Note     |
| ----------------- | ------------------------- | ----------------------------- | -------- |
| 26 luglio 2020    | Majano                    | Festival di Majano            |          |
| 9 agosto 2020     | Alba                      | Collisioni presenta "Grazie!" | Sold out |
| 10 agosto 2020    | Asiago                    | Asiago Live                   |          |
| 13 agosto 2020    | Castelnuovo di Garfagnana | Fortezza di Mont'Alfonso      | Sold out |
| 14 agosto 2020    | Castelnuovo di Garfagnana | Fortezza di Mont'Alfonso      | Sold out |
| 22 agosto 2020    | Fossano                   | Piazza Castello               | Sold out |
| 28 agosto 2020    | Benevento                 | Piazza Castello               |          |
| 29 agosto 2020    | Ortona                    | Non solo blues                |          |
| 1 settembre 2020  | Roma                      | Teatro Ostia Antica           |          |
| 4 settembre 2020  | Brescia                   | Piazza Loggia                 |          |
| 10 settembre 2020 | Taormina                  | Teatro Antico                 |          |

## La scaletta
1. L'amico Fritz
2. Sweet Home Chicago (Robert Johnson cover)
3. Clandestino
4. I dischi non si suonano
5. Immenso
6. Amen
7. Eternamente ora
8. Foglie al gelo
9. Occidentali's Karma
10. Tra le granite e le granate
11. La mia versione dei ricordi
12. Viceversa
13. Shambola
14. Cinesi
15. Einstein
16. Il sudore ci appiccica